# Statens institutionsstyrelse
Statens institutionsstyrelse, SiS, är en statlig myndighet som ansvarar för individuellt anpassad tvångsvård. Myndigheten har 23 särskilda ungdomshem med drygt 700 platser och elva LVM-behandlingshem med knappt 400 platser för vård av vuxna missbrukare. Institutionerna är placerade över hela landet. Huvudkontoret ligger i Stockholm.

## Verksamhet

### SiS särskilda ungdomshem
På SiS ungdomshem (SiS-hem, SiS-boenden eller särskilda ungdomshem) kan ungdomar tvingas till vård enligt LVU (lag med särskilda bestämmelser om vård av unga). Vårdformen är en statlig form av HVB-hem (hem för vård eller boende). Den skiljer sig från övriga HVB-hem genom att SiS-hemmen har särskilda befogenheter vad gäller tvångsmedel och att de till del finansieras genom statskassan. Vårdformen skapades för att kunna låsa in äldre tonåringar med missbruk och kriminalitet, men har även använts för barn ned till 8 år, vid nedbrytande agerande som prostitution, vid farligt utåtagerande beteende, efter självmordsförsök och självskadebeteende, och vid diagnoser som trotssyndrom och ADHD.
Om socialtjänsten upptäcker att en ung person har så stora problem att det är nödvändigt med tvångsvård, gör de en utredning. Sedan lämnar socialtjänsten en begäran om tvångsvård till förvaltningsrätten som kan besluta om ett omhändertagande. Socialtjänsten har dock fortfarande det yttersta ansvaret för de boende.
Enligt skollagen har alla barn och ungdomar i Sverige rätt till utbildning. För att tillgodose den rätten har varje ungdomshem en egen skola med lärare, elevhälsopersonal, studie- och yrkesvägledare och andra viktiga stödfunktioner under ledning.

### Sluten ungdomsvård
Ungdomar som begår allvarliga brott när de är i åldern 15 till 17 år kan bli dömda av domstol till sluten ungdomsvård i stället för till fängelse. Det blir de då enligt lagen om verkställighet av sluten ungdomsvård (LSU). Det är ett tidsbestämt straff som ungdomarna avtjänar på speciella platser på våra ungdomshem. Den maximala strafftiden är fyra år. Kommunernas socialtjänst har det övergripande ansvaret för de ungdomar som har blivit dömda till sluten ungdomsvård. SiS bestämmer i samråd med socialtjänsten på vilket av SiS ungdomshem den dömde ska bo och hur man ska planera och genomföra tiden hos SiS. Enligt LSU ska vården och behandlingen ha fokus på det kriminella beteendet. 

### Missbruksvård på LVM-hem
Drygt tusen män och kvinnor blir varje år tvångsomhändertagna med stöd av LVM (lag om vård av missbrukare i vissa fall) och placerade på ett LVM-hem. SiS har elva LVM-hem med knappt 400 platser för abstinensbehandling, motivationsarbete eller utslussning. För att en vuxen med missbruksproblem ska kunna bli omhändertagen enligt LVM måste en läkare eller socialsekreterare göra en LVM-anmälan till socialtjänsten. Anhöriga kan göra en orosanmälan. Socialtjänsten gör sedan en utredning. Om utredningen visar att personen behöver vård enligt LVM skickar socialtjänsten en begäran om tvångsvård till förvaltningsrätten som beslutar om tvångsvård. Klienterna på LVM-hemmen har många års drogberoende bakom sig. Det handlar om till exempel missbruk av alkohol, narkotika, läkemedel, eller blandmissbruk. Syftet med LVM-vården är att bryta ett livshotande missbruk och motivera till frivillig behandling. Vården varar i högst sex månader och ska så snart som möjligt övergå till vård i öppnare former.

## Vård och metoder
Vården på SiS särskilda ungdomshem och LVM-hem ska utgå från den enskildes behov och vara baserad på forskning och beprövad erfarenhet. Ungdomar och vuxna, som kommer till SiS, behöver ofta hjälp med aggressivitet, utagerande beteende, självdestruktivitet, missbruk och kriminalitet. Inom SiS används kognitiva program som ART (Aggression Replacement Training), teckenekonomi, återfallsprevention, miljöterapi, tolvstegsprogram och program mot kriminalitet. Familje- och nätverksarbete hör till det grundläggande i behandlingen. Metoder som Multifunktionell behandling på institution och i närmiljö (MultifunC) och TFCO (Treatment Foster Care Oregon) skapar band mellan ungdomshemmen och livet på hemmaplan och en satsning på Funktionell familjeterapi (FFT) har familjen i centrum.
Alla ungdomar på SiS institutioner går i skolan, för de allra flesta är det dock frivilligt då de inte har skolplikt.

## Beslut om vård på SiS institutioner
Socialtjänsten ansöker om LVM eller LVU i förvaltningsrätten. Om akut omhändertagande är aktuellt, fattar socialnämnd eller socialnämndens ordförande beslut om omhändertagande.
Sådana beslut ska underställas förvaltningsrätten inom en vecka.
Sedan januari 1999 kan unga bli dömda i tingsrätt till sluten ungdomsvård på SiS institutioner enligt Lagen om sluten ungdomsvård (LSU).

### Lagar som reglerar Statens institutionsstyrelses verksamhet
- lag (1990:52) med särskilda bestämmelser om vård av unga (LVU)
- Lag (1988:870) om vård av missbrukare i vissa fall (LVM)
- lag (1998:603) om verkställighet av sluten ungdomsvård (LSU).

Med stöd av dessa lagar kan samhället i vissa fall kan omhänderta vuxna och ungdomar mot deras vilja för vård och behandling.
Statens institutionsstyrelses institutioner kan också ta emot ungdomar och vuxna för frivillig vård enligt socialtjänstlag (2001:453), SoL.

## Generaldirektörer
- 1993–2004 Sture Korpi
- 2005–2012 Ewa Persson Göransson
- 2012–2018 Kent Ehliasson[4]
- 2018–2019 Jan-Eric Josefsson, tillförordnad generaldirektör
- 2019– Elisabet Åbjörnsson Hollmark